# تخفيض المديونية
في الاقتصاد الجزئي، يشير تخفيض المديونية إلى تخفيض نسبة رأس المال المقترض من مجموع رأس المال، أو النسبة المئوية لديون كيان اقتصادي محدد في الميزانية العمومية، مثل الأسرة أو الشركة. يمكن اعتباره عكس الاقتراض، ويُعرف الاقتراض بأنه عملية استدانة الأموال بهدف حيازة الأصول ومضاعفة المكاسب والخسائر.
في الاقتصاد الكلي، يشير تخفيض المديونية الاقتصادية إلى التخفيض المتزامن لمستويات الديون في قطاعات متعددة، بما فيها القطاعات الخاصة والقطاع الحكومي. يقاس عادةً على أنه انخفاض إجمالي نسبة الدين إلى الناتج المحلي الإجمالي في الحسابات القومية. توجد عواقب وخيمة على الاقتصاد الكلي في حال تخفيض مديونية اقتصاد ما أثناء مروره بأزمة مالية، وتترافق هذه العواقب غالبًا مع ركود حاد.

## في الاقتصاد الجزئي
يتيح الاقتراض للمقترض حيازة الأصول ومضاعفة الأرباح في فترات الازدهار، لكنه يؤدي أيضًا إلى زيادة الخسائر خلال الأزمات. يعرض انخفاض قيمة الأصول والموارد أثناء فترات كساد السوق أصحاب القروض الكبيرة لخسائر فادحة نتيجة تخلفهم عن تسديد ما يترتب عليهم في مقابل الحصول على هذه القروض ذات القيمة المرتفعة. في حال انخفاض قيمة الأصول عن قيمة الدَين، يعرض المقترض نفسه إلى مخاطر التخلف عن سداد الدَين. يقلل تخفيض المديونية من تأثير تقلبات السوق التضخمية على الميزانية العامة للمقترض. وهذا يعني التخلي عن المكاسب المحتملة في أوقات الازدهار مقابل تخفيض مخاطر الخسارة الشديدة والتخلف عن إيفاء المستحقات في الأزمات.
لا يمكن اعتبار التدابير الوقائية السبب الأكثر شيوعًا لخفض المديونية. يحدث خفض المديونية عادةً بعد حدوث نكسة في السوق، وبالتالي يكون الدافع تعويض الخسائر، وهذا قد يستنفد رأس المال، ويقلل مستوى الخطر، أو  قد يكون شرطًا من المقرضين الصارمين لمنع التخلف عن السداد. في الحالة الأخيرة، يخفض المقرضون القيمة المالية للقرض المقدم عبر طلب مستويات أعلى من الضمان ورفع قيمة الدفعة الأولى المقدمة. تشير التقديرات إلى ارتفاع متوسط الدفعة الأولى لمشتري المنازل في الولايات المتحدة من 5% إلى 25% خلال الفترة الممتدة من 2006 إلى 2008، وانخفاض نسبة المديونية من 20 إلى 4.
لخفض المديونية، يحتاج الفرد إلى زيادة السيولة من أجل سداد الديون، إما بزيادة رأس المال أو بيع الأصول أو كليهما. مثلًا، يمكن للمصرف أن يخفض النفقات، أو يبيع الأصول السائلة، أو يستغني عن الأدوات الاستثمارية الموضوعة خارج الميزانية، أو يسمح لأصوله الجامدة بالتسيب عند الوصول لتاريخ الاستحقاق، وهذا قد يستغرق وقتًا طويلًا.
يُعد تخفيض المديونية أمرًا محبطًا ومؤلمًا بالنسبة لمنشآت القطاع الخاص التي تعاني من ضائقة؛ قد يؤدي بيع الأصول بسعر مخفّض إلى خسائر فادحة. بالإضافة إلى ذلك، يصعّب اضطراب أسواق التأمين والائتمان عملية جمع رأس المال من السوق العام. لا تقلّ هذه الصعوبات غالبًا في سوق رأس المال الخاص، لأن أصحاب الأسهم تكبدوا خسائر فادحة بالفعل، وتراجعت أسعار أسهم البنوك والشركات بشكل كبير، فتتجه التوقعات نحو الاستمرار في الانخفاض، ويتوقع السوق أن تستمر الأزمة لفترة طويلة. يمكن أن تسهم هذه العوامل جميعها في الحدّ من مصادر رأس المال الخاص وجهود تخفيض المديونية.

## في الاقتصاد الكلي
يشير خفض المديونية في اقتصاد ما إلى التخفيض المتزامن لمستوى الدَين في عدة قطاعات من القطاعين العام والخاص، ما يخفض نسبة إجمالي الدين إلى إجمالي الناتج المحلي للاقتصاد. لُوحظ وجود فترة طويلة من تخفيض المديونية تتلو كل الأزمات المالية الكبرى في التاريخ الحديث تقريبًا مع العلم بأن هذه الفترة تستمر من 6 إلى 7 سنوات في المتوسط. علاوةً على ذلك، تبدأ عملية تخفيض المديونية عادةً بعد سنوات قليلة من بدء الأزمة المالية.
وفي يناير 2012، بعد مرور أربع سنوات على بداية الأزمة المالية العالمية 2008-2009، بدأت العديد من الاقتصادات المتقدمة والاقتصادات النامية في العالم بالمرور بفترة كبيرة من تخفيض الديون. ويرجع ذلك أساسًا إلى أن الارتفاع المستمر للديون الحكومية، الناتج عن مرحلة الكساد الكبير، حقق حالة من التوازن أثناء عملية تخفيض مديونية القطاعات الخاصة في العديد من الدول.

### تجارب تاريخية في خفض المديونية
يعرّف معهد ماكينزي العالمي التجربة المميزة في تخفيض المديونية الاقتصادية على أنها واحدة من الحالات التي تنخفض فيها نسبة إجمالي الدين إلى الناتج المحلي الإجمالي بشكل مستمر لمدة ثلاث سنوات متتالية على الأقل مع انخفاض بنسبة 10% أو أكثر. وفقًا لهذا التعريف، توجد 45 تجربة في تخفيض المديونية منذ عام 1930، وتتضمن:
- الكساد الكبير في الولايات المتحدة: 1929-1943
- المملكة المتحدة: 1947-1980
- ماليزيا: 1998-2008
- المكسيك: 1982-1992
- الأرجنتين: 2002-2008

بناءً على هذا التعريف الخاص بعملية تخفيض المديونية وتعريف كل من كارمن راينهارت وكينيث روغوف للتجارب الكبرى للأزمات المالية، تبيّن أن كل أزمة مالية كبيرة تقريبًا خلال فترة الدراسة تبعتها فترة من تخفيض المديونية. بعد الأزمة المالية في عام 2008، توقع الاقتصاديون حدوث حالة من تخفيض المديونية العالمية. وبدلاً من ذلك، ارتفع إجمالي الديون في جميع الدول مجتمعة بمقدار 57 تريليون دولار من عام 2007 إلى عام 2015 بالإضافة إلى زيادة الدين الحكومي بمقدار 25 تريليون دولار. وفقًا لمعهد ماكينزي العالمي، ومنذ عام 2007 إلى عام 2015، خفضت خمس دول نامية نسبة الدين إلى الناتج المحلي الإجمالي دون أن تحقق أي دولة متقدمة الشيء ذاته، وازدادت هذه النسبة في 14 دولة بنسبة 50% أو أكثر. واعتباراً من عام 2015، زادت نسبة الدين إلى الناتج المحلي الإجمالي على الصعيد العالمي بنسبة 17% بعد الأزمة.

## عملية تخفيض المديونية الكُليّة
وفقًا لتقرير معهد ماكينزي العالمي، توجد أربعة نماذج لعمليات تخفيض المديونية:
- «تشديد الحزام»: وهو المسار الأكثر شيوعًا في تخفيض مديونية اقتصاد ما. لزيادة صافي المدخرات، يقلل الاقتصاد من الإنفاق ويمر بفترة طويلة من التقشف.
- «زيادة التضخم»: يزيد التضخم المرتفع نمو الناتج المحلي الإجمالي الاسمي بصورة ميكانيكية، ما يقلل نسبة الدين إلى الناتج المحلي الإجمالي. مثل ما حدث في تشيلي بين 1984-1991.
- «التخلف الكبير عن السداد»: يحدث عادة بعد أزمة النقد الحادة. تنخفض أرصدة الديون مباشرة بعد التخلف عن سداد ديون القطاعين العام والخاص.
- «النمو والتخلص من الديون": إذا شهد الاقتصاد نمواً حقيقياً سريعاً في الناتج المحلي الإجمالي، ستنخفض نسبة الدين إلى الناتج المحلي الإجمالي بشكل طبيعي. كالولايات المتحدة في 1938-1943.

## عواقب تخفيض المديونية على مستوى الاقتصاد الكلي
يمكن أن يكون للزيادة الهائلة لخفض المديونية في الشركات والقطاعات المالية عواقب وخيمة على الاقتصاد الكلي، كتأثير انكماش الديون وفق معادلة فيشر وتباطؤ نمو الناتج المحلي الإجمالي.
في السوق المالية، تؤدي الحاجة إلى تخفيض المديونية إلى تخلي الوسطاء الماليين عن الأصول ووقف الإقراض، مما يؤدي إلى أزمة ائتمانية وقيود أكثر صرامة على الاقتراض بالنسبة للأعمال التجارية، وخاصة عندما يتعلق الأمر بالشركات الصغيرة والمتوسطة. تصاحب هذه العملية غالبًا قفزة نحو الاتجاهات الآمنة من المقرضين والمستثمرين، إذ يبحثون عن استثمارات بخطورة أقل. قد تتوقف العديد من الشركات غير المتضررة عن العمل بسبب حرمانها من الوصول إلى الحد الائتماني اللازم لبدء الأعمال. علاوة على ذلك، تضطر الشركات التي تعاني من الضيق إلى بيع الأصول بسرعة لزيادة السيولة، ما يتسبب في انخفاض شديد في أسعار الأصول. كما يزيد ضغط الانكماش الاقتصادي من العبء الحقيقي للديون ويزيد خسائر الاقتصاد.
بالإضافة إلى التسبب في ضغوط الانكماش الاقتصادي، غالبًا ما تزيد الشركات والأسر التي تعمل على تخفيض مديونيتها من صافي المدخرات عبر خفض النفقات بشكل حاد. يتسبب انخفاض استهلاك الأسر، وفصل الموظفين من الشركات، ووقف الاستثمار في مشاريع جديدة، في ارتفاع معدلات البطالة وانخفاض الطلب على الأصول. من الناحية العملية، تحدث حالة من الانكماش في الاستهلاك والناتج المحلي الإجمالي خلال السنوات القليلة الأولى من تخفيض المديونية ثم يتعافيان، ما يتسبب في بعض الحالات في انخفاض إجمالي المدخرات في الاقتصاد، على الرغم من ميل الأفراد الكبير إلى الادخار. ويعرف ذلك بمفارقة التوفير.